# Mancha (cómic)
La Mancha (Dr. Jonathan Ohnn) es un supervillano que aparece en los cómics estadounidenses publicados por Marvel Comics. El personaje ha sido representado como un enemigo de Spider-Man quien ganó la habilidad de abrir portales interdimensionales, así como de menor escala, que usa para viajar largas distancias instantáneamente y cometer crímenes.
Jason Schwartzman da voz al personaje en la película animada de 2023, Spider-Man: Across the Spider-Verse y regresará en la película animada, Spider-Man: Beyond the Spider-Verse, como el némesis de Miles Morales.

## Historial de publicaciones
El Dr. Jonathan Ohnn apareció por primera vez sin nombre en Spectacular Spider-Man #97 y se convirtió en la Mancha en el siguiente número 98. Fue creado por Al Milgrom y Herb Trimpe.

## Biografía del personaje ficticio
Como el científico que trabaja para Kingpin, el Dr. Jonathan Ohnn fue asignado para reproducir los niveles de radiación del superhéroe Cloak para encontrar una forma de imitar artificialmente sus poderes. Trabajando hasta tarde una noche, logró crear un portal circular negro sólido. Sin embargo, al hacerlo, el drenaje del poder de la ciudad se hizo tan grande que se produjo un apagón en la ciudad, lo que provocó que el portal brillara y se desestabilizara. Temeroso de perder una oportunidad única, Ohnn intervino. El impacto de la transición lo hizo desmayarse.
Se despertó flotando ingrávidamente en una dimensión que inicialmente asumió que era la dimensión oscura de Cloak. Sin embargo, pronto se dio cuenta de que la escasez de energía hizo que el portal lo enviara a una dimensión diferente, un lugar de media oscuridad y media luz. Una cantidad aparentemente infinita de portales lo rodeaban en este lugar. Haciendo movimientos de nado, se las arregló para encontrar el portal original que lo trajo allí y se deslizó a través de él.
Cuando Ohnn volvió a su laboratorio, su cuerpo había sufrido una transformación radical. Los portales de la otra dimensión se habían adherido a su piel, cubriéndolo con manchas negras de la cabeza a los pies. Al darse cuenta de que los puntos eran urdimbres portátiles, comenzó a pensar que podría usarlos para vencer a cualquiera en la batalla. Cuando Spider-Man y Gata Negra llegaron para enfrentarse a Kingpin, apareció ante ellos y se anunció como la Mancha. Spider-Man colapsó en el techo, riéndose del nombre. La Mancha terminó ganando ese primer enfrentamiento y advirtió a los héroes que dejaran a Kingpin solo. Más tarde perdió una segunda batalla contra Spider-Man porque fue engañado para que lanzara muchos de sus puntos como armas y no guardara lo suficiente para defenderse.
Mancha luego formó un equipo efímero con Gibbon, Grizzly y Canguro llamado Spider-Man Revenge Squad, que era más conocido como la Legión de Perdedores. Este equipo se vino abajo cuando Spider-Man llevó el Spot y el Canguro a la cárcel por robo bancario y Grizzly y Gibbon abandonaron el grupo porque no estaban de acuerdo con el enfoque más despiadado de sus compañeros de equipo.
Algún tiempo después, la Mancha fue capturado por la organización llamada Gideon Trust y se vio obligado a abrir un portal a la Zona Negativa. Gideon Trust esperaba investigar y explotar los recursos naturales de la Zona para sus propios fines, pero fueron derrotados por los Cuatro Fantásticos que quedaron atrapados allí.
La Mancha más tarde ayudó a Tombstone a escapar de una prisión de máxima seguridad. Como agradecimiento, Tombstone le rompió el cuello.
A pesar de esto, reapareció vivo unos meses después y organizó una reunión con Slyde. Ambos estaban molestos por los informes de Hydra que capturaba o mataba a supervillanos menos conocidos. Cuando llegó la Mancha, tanto él como Slyde fueron rápidamente capturados por una Elektra con el cerebro lavado. Luego fueron resucitados por La Mano para unirse al ejército de superhumanos de Hydra y asaltar el Helicarrier de S.H.I.E.L.D., sin embargo, la Mancha fue sacado por Wolverine durante el ataque.
La Mancha regresó en Civil War: War Crimes donde fue reclutado como parte del ejército de supervillanos de Hammerhead. Sin embargo, como Iron Man y las fuerzas de S.H.I.E.L.D. atacaron sus fuerzas, se desconoce si la Mancha está encarcelado actualmente con otros villanos, de alguna manera escapó, o entre las bajas del ataque.
La Mancha apareció en 11 MODOK como parte de un equipo organizado por el villano del mismo nombre para robar un arma / fuente de poder llamada Hypernova. En el libro, la inteligencia de la Mancha parece haberse reducido al punto en que se jacta de haber sido derrotado una vez por Spider-Man. Está mostrando una racha de autoservicio y en el n°3, se reveló que había desertado a Temugin a cambio de un sueldo más grande. Él se queda sin el resto del equipo, dejándolos morir, en el instante en que obtienen la Hypernova. El Temugin inmediatamente atrapó el Punto en la dimensión de la que originalmente obtuvo sus poderes. El Temugin sintió que no podía confiar en el punto de no apuñalar a él como si tuviera 11 MODOK.
En las ediciones Brand New Day de Amazing Spider-Man, el Spot se ve en el "Bar sin nombre".
La Mancha regresa en "Amazing Spider-Man". Su hijo había resultado herido y ahora está en estado de coma como resultado de un tiroteo desde el automóvil. En venganza, Mancha comienza a matar a miembros de la mafia rusa.
Durante la historia del Dark Reign, Mancha es uno entre muchos supervillanos que se unieron al sindicato del crimen de Capucha. Más tarde se reveló que está sirviendo como topo para Señor Negativo (un villano con poderes de Fuerza Oscura) bajo la promesa de que será curado una vez que las familias del crimen de Maggia sean asesinadas.
Durante la historia del Origen de las Especies, Spot se encuentra entre los supervillanos invitados por el Doctor Octopus para unirse a su equipo de supervillanos, donde les promete a cada uno una recompensa a cambio de que le aseguren algunos artículos específicos. Desde que el Camaleón robó al bebé de Lily Hollister, Spider-Man había estado atacando a los villanos implicados. La policía terminó recibiendo una bola de web que contiene a Mancha, Diablo y Overdrive.
Más tarde, Mancha trabajó con un hombre para secuestrar a la niña de una familia de la mafia durante la boda de su familia y otra familia de la mafia, pero el secuestro fue frustrado por Daredevil. Mancha fue capturado y sus poderes fueron replicados por Coyote, un esbirro de una figura desconocida que intentaba derribar a Daredevil.
Boomerang y Búho contratan a Mancha en 16 Siniestros, reunidos para distraer a las fuerzas del Camaleón mientras Boomerang le roba.
Mancha fue uno de los villanos visto en el Bar sin nombre cuando Gata Negra intentó reclutar a un grupo de villanos. Rechazaron debido a su afiliación a Electro. Después de Gata Negra fue frustrada por Spider-Man y Silk, Mancha y los otros criminales en el Bar sin nombre se unieron a su ejército cuando querían que ella los guiara.
Después de ayudar al Timbre a escapar de prisión, la Mancha luchó contra Conejo Blanco durante una guerra de bandas, y luego atacó un museo, donde fue incapacitado por Spider-Man y Spider-Man 2099.
Como parte del 2016 Marvel NOW! Mancha secuestró a Jessica Jones golpeándola contra una camioneta desconocida.
Posteriormente, Mancha apareció como miembro de los Seis Siniestros liderado por Aaron Davis en una versión recolorada de la armadura Araña de Hierro. Acompañó al grupo en su misión de robar un Helicarrier de S.H.I.E.L.D. fuera de servicio.

## Poderes y habilidades
Usando sus distorsiones espaciales, el Spot puede moverse instantáneamente a sí mismo o a cualquier parte de su cuerpo de un área a otra en una distancia teóricamente ilimitada a través de otra dimensión llamada "Mundo Mancha".
Esta conexión con Spotworld probablemente explica las muchas muertes que ha sufrido y los avivamientos subsecuentes sin explicación.
La Mancha puede controlar y manipular las urdimbres en casi cualquier grado que desee. Él puede expandirlos o reducirlos a cualquier tamaño, o puede unir múltiples puntos para formar una urdimbre más grande. Las manchas no se ven afectadas por la gravedad y pueden colocarse contra una superficie o dejarse suspendidas en el aire. También puede designar los puntos que conducirán a la dimensión del punto desde aquellos que conducirán instantáneamente a otra ubicación en esta dimensión. Él puede crear nuevos puntos, o cerrarlos por completo retirándose a su dimensión y tirando de la urdimbre detrás de él (haciendo un sonido "poit" silencioso).
Al concentrarse, solía volver a su apariencia humana. Al hacer esto, las manchas se fusionaron para formar un gran vacío negro en el pecho, aunque esto se cubrió fácilmente con una camisa.
Su método preferido de ataque es rodear a su oponente con numerosos puntos, lo que le permite golpearlos o patearlos desde ángulos inesperados a través de grandes distancias. Esto demostró ser muy efectivo contra Spider-Man ya que su sentido de araña fue incapaz de detectar ataques entrantes desde otra dimensión, negando efectivamente esta habilidad (y aunque la falta de súper fuerza de la Mancha significaba que sus golpes realmente no causaban mucho daño incluso cuando se conectó, el efecto acumulativo podría resultar peligroso en una pelea prolongada). El mismo fenómeno fue cierto cuando Mancha arrojó a Spider-Man a través de un warp y reapareció en esta dimensión demasiado cerca de una pared para esquivarlo. Sin embargo, en Daredevil, que también tiene sentidos sobrehumanos, este truco no funciona, ya que su sensor de radar podría detectar fácilmente la energía de teletransportación en el cuerpo de la Mancha, La Mancha también puede mover las manchas en su cuerpo para protegerse del ataque físico colocando a uno en el camino de un puñetazo o patada, haciendo que el ataque pase inofensivamente a través de un warp.

## Otras versiones

### Marvel Zombies: Dead Days
En el cómic Marvel Zombies: Dead Days, el Dr. Jonathan Ohnn (mostrado en su forma Mancha) aparece en el Helicarrier de S.H.I.E.L.D. con los otros héroes que sobrevivieron a la plaga Zombi.

### Ultimate Marvel
La versión definitiva de mancha apareció en Ultimate Spider-Man # 111. No se sabe mucho sobre él, excepto que su nombre es Frank, y trabajó para Industrias Roxxon, donde un accidente le dio sus poderes. Él tiene poderes similares a su contraparte 616, pudiendo usar las "manchas" en su cuerpo para atacar a su oponente desde larga distancia. Después de una pelea con Spider-Man, es arrestado. La principal diferencia en apariencia entre la versión Ultimate y su contraparte de 616 es que sus manchas fluyen alrededor de su cuerpo como una lámpara de lava en lugar de permanecer quietas. Desde el punto de vista de un ilustrador, él no está dibujado con un dálmata como el patrón, pero en su lugar se dibuja a lápiz como una figura blanca y se cubre con manchas de tinta negra cuando se escribe la página.

### Spider-Man: Renueve sus votos
En Amazing Spider-Man: Renew Your Vows (una realidad alternativa que se muestra por primera vez en la historia de Secret Wars donde el matrimonio de Peter y Mary Jane nunca terminó), La Mancha es uno de los pocos seres con poderes naturales que quedan libres después del poderoso Regente intentó capturar a todos los seres con poder para absorber sus habilidades para sí mismo como parte de un plan para desafiar a Dios Emperador Malvado. Aunque Mancha escapó, aparentemente dejó partes de él mismo con el resultado de que su cuerpo tiene obvias "lagunas" donde una vez estuvieron sus agujeros, y cada vez que usa uno se lleva más de lo que queda de su cuerpo. A pesar de esto, 'sacrifica' un agujero para salvar a la familia de Spider-Man cuando son atacados por los Seis Siniestros, y esconde otro en el Hombre de Arena para que la resistencia pueda atacar directamente a Regent.

## En otros medios

### Televisión
- La Mancha aparece en Spider-Man: la serie animada, episodio "La Mancha", interpretado por Oliver Muirhead. En este episodio, el científico Jonathan Ohn es despedido de su trabajo por Tony Stark porque el trabajo de Ohn implica la creación de portales dimensionales. Desde los eventos de los episodios "Venom Regresa" y "Carnage", Stark pensó que sería mejor si el trabajo de Ohn se cerrara. Kingpin localiza a Ohn, pretendiendo apreciar el trabajo de Ohn de crear portales, y le da un trabajo con una mujer a la que ama llamada Dra. Silvia López (expresada por Wanda De Jesús). A medida que pasan las semanas, Ohn y López terminan su trabajo, pero Ohn cae en uno de sus portales, convirtiéndose en la Mancha cuando todo un grupo de portales se le atribuye. Luego desarrolla la capacidad de crear portales con su mente. Kingpin estaba frustrado con Ohn y consideró que su explicación y la de López eran muy vagas. Mancha utilizó sus habilidades de creación de portales para robar bancos y joyerías para obtener más dinero para financiar su investigación. Luego deduce que trabaja para un delincuente como Kingpin y quiere hacerse cargo del imperio después de presenciar a López hablando con Kingpin. Durante el enfrentamiento, Kingpin usa a López cautiva para capturar y matar a Spider-Man. Mancha se enfrenta a Spider-Man, pero el héroe lo derrota usando su sentido arácnido para encontrar el portal correcto que le permita atacar a Mancha. Spider-Man es consciente de que si la Mancha falla, López moriría y los dos comenzarían a trabajar juntos. En una batalla para derrotar a Kingpin, se descubrió que uno de los portales de la Mancha se dejaba abierto hasta el punto en que crece tan grande que tiene el potencial de envolver a la Tierra, comenzando con la ciudad de Nueva York. Spider-Man, Mancha, López y Kingpin trabajan juntos para cerrar el portal. Sin embargo, la Mancha no puede cerrar completamente el portal desde el exterior. Él salta pero no antes de que López exprese su amor por él y se aferre a él. Ambos fueron absorbidos y nunca más fueron vistos. Sin embargo, su tecnología del portal volvería en forma del acelerador de dilatación del tiempo y el dispositivo sería utilizado por varios otros personajes como Hobgoblin y Duende Verde. 
  - Una versión de la realidad alternativa del Dr. Ohn aparece en un flashback en el episodio "Realmente, Realmente, Realmente Odio a los Clones". Esta versión completó su trabajo en tecnología de portal interdimensional para Kingpin sin ningún accidente y, como tal, nunca se convirtió en Mancha. Más tarde, accidentalmente trajo el simbionte Carnage a su universo, lo que llevó a la creación de Spider-Carnage, quien combinó una bomba con el Acelerador de dilatación del tiempo de Ohn para destruir el multiverso, aunque Madame Web y Beyonder pudieron reunir un equipo de Spider-Men de diferentes realidades para detenerlo.
- La Mancha aparece en la segunda temporada de Spider-Man, con la voz de Crispin Freeman. En el episodio "Bring on the Bad Guys" [Pt. 2], aparece como uno de varios supervillanos que intentan capturar a Spider-Man por una recompensa. Aunque envía a Spider-Man al círculo polar ártico, Gwen Stacy y Anya Corazon usan su proyecto Sigma para secuestrar los portales de Mancha antes de que esta última se convierta en Spider-Girl para derrotarlo y rescatar a Spider-Man.[24] A partir del episodio "Brand New Day", Mancha ha sido encarcelado en una prisión de supervillanos llamada The Cellar.[25]

### Cine
La Mancha aparece en la franquicia cinematográfica animada, Spider-Verse, producida por Sony Pictures Animation, donde da la voz por Jason Schwartzman. Esta versión del Dr. Jonathan Ohnn es un empleado de Alchemax durante los eventos de Spider-Man: Into the Spider-Verse (2018), y estuvo involucrado en la fase de prueba del "supercolisionador" multiversal que fue más tarde utilizado por Wilson Fisk, que intentaba extraer una versión alternativa de su esposa Vanessa y su hijo Richard Fisk después de que sus homólogos nativos murieran en un accidente automovilístico. Uno de estos experimentos dio como resultado que una araña genéticamente alterada de la Tierra-42 fuera transportada a su mundo, y posteriormente se encontrara y mordiera al adolescente de Brooklyn, Miles Morales, quien se convertiría en el nuevo Spider-Man sucediendo a Peter Parker de su universo. Cuando Miles y un Peter Parker diferente escapan de Alchemax, Ohnn se encuentra entre los científicos que los persiguen, específicamente siendo uno a quien Miles le arroja un bagel. Ohnn quedó atrapado en la explosión del supercolisionador cuando Miles derrota a Fisk, lo que hace que absorba las partículas de energía y desarrolle una apariencia deformada y blanca, con portales interdimensionales negros en todo su cuerpo. Debido a sus características físicas, se vio obligado a dejar su trabajo anterior y pronto se dedicó a una vida delictiva después de no poder reavivar su carrera.
- - Durante los eventos de Spider-Man: Across the Spider-Verse (2023), Miles frustra los primeros intentos de la Mancha de robar un cajero automático en la ciudad, después de lo cual descubre su habilidad para usar sus "manchas" para viajar entre dimensiones. Regresa a la Tierra-1610 para construir y activar con éxito su propio colisionador, absorbiendo su energía y creciendo en poder. Luego viaja a la ciudad de Mumbattan en la Tierra-50101, donde lucha contra Miles, Gwen Stacy/Spider-Woman, Pavitr Prabhakar/Spider-Man India y Hobie Brown/Spider-Punk. Al derrotarlos, absorbe energía de otro colisionador en las instalaciones de Alchemax de ese mundo, mientras que Mumbattan comienza a desmoronarse debido a que Miles interrumpe un "evento canónico" al salvar la vida de un capitán de policía destinado a morir durante la destrucción, que resultó ser el padre de la novia de Prabhakar. Al ser llevado a la sede de Spider-Society en la Tierra-928, la casa de Miguel O' Hara/Spider-Man 2099, Miles experimenta una premonición de la Mancha matando a su padre, Jefferson Davis, mientras lo ascienden a capitán de policía, predicho como un evento canónico en su historia como Spider-Man. Esto hace que huya de las instalaciones mientras es perseguido por el resto de Spider-Society. La confrontación resultante hace que Miles use el transportador dimensional de la sede para intentar regresar a su dimensión, solo para ser accidentalmente transportado a la Tierra-42. La Mancha regresa a la Tierra-1610, con la intención de destruirla como un acto de venganza contra Miles.[27]
  - La Mancha regresará en la secuela de Across the Spider-Verse, Spider-Man: Beyond the Spider-Verse.[28]

### Videojuegos
- Marvel Contest of Champions.[29]